# Volmoed
Volmoed is een dorp in de Zuid-Afrikaanse provincie West-Kaap. Volmoed behoort tot de fusiegemeente Mosselbaai dat onderdeel van het district Tuinroute is.

## Zie ook

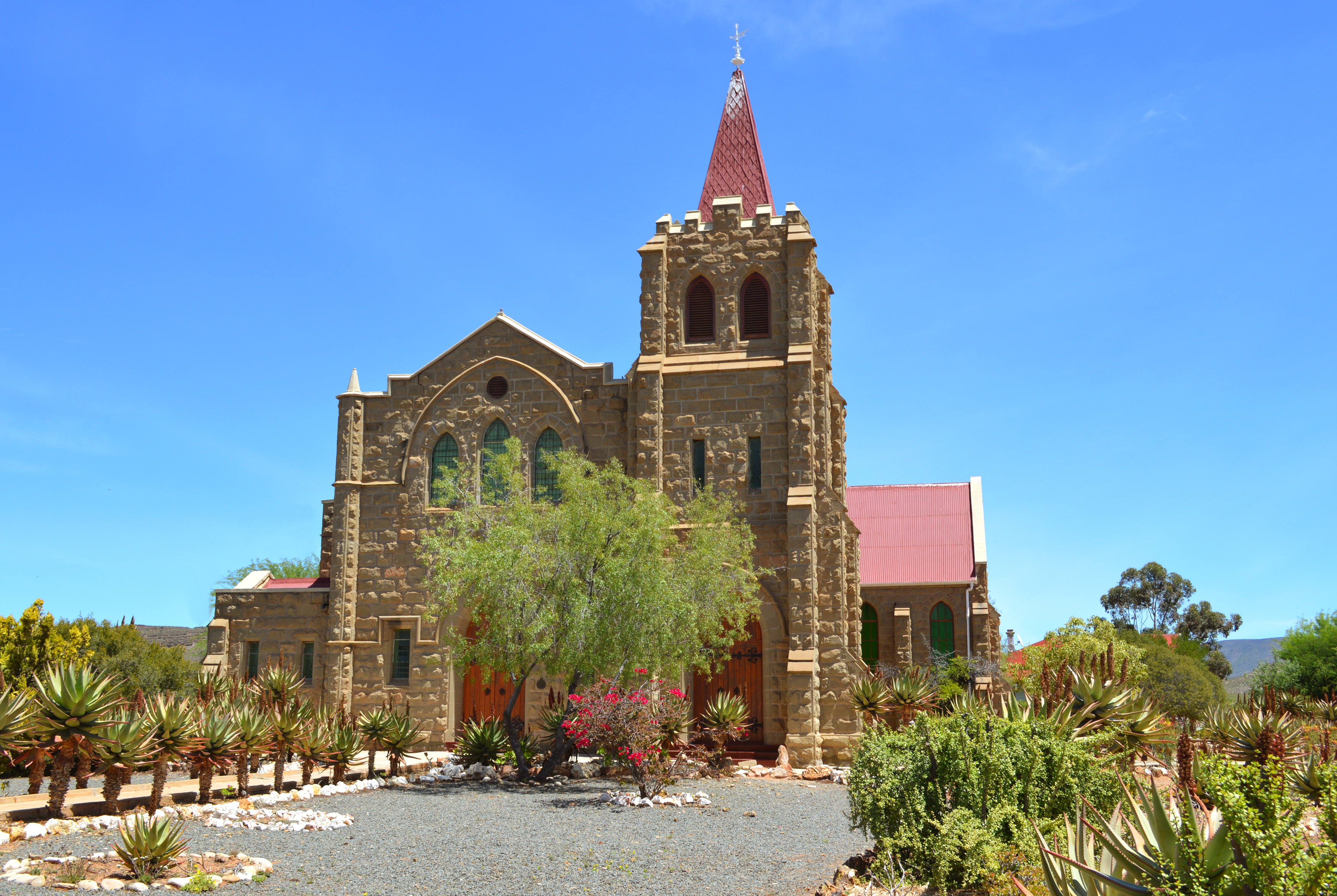
Kerk